# Stazione meteorologica di Maniago
La stazione meteorologica di Maniago è la stazione meteorologica di riferimento relativa alla località di Maniago.

## Coordinate geografiche
La stazione meteorologica si trova nell'area climatica dell'Italia nord-orientale, nel Friuli-Venezia Giulia, in provincia di Pordenone, nel comune di Maniago, a 283 metri s.l.m. e alle coordinate geografiche 46°11′N 12°43′E.

## Dati climatologici
In base alla media trentennale di riferimento 1961-1990, la temperatura media del mese più freddo, gennaio, si attesta a +1,5 °C, quella del mese più caldo, luglio, è di +20,1 °C
.
| Maniago            | Mesi | Mesi | Mesi | Mesi | Mesi | Mesi | Mesi | Mesi | Mesi | Mesi | Mesi | Mesi | Stagioni | Stagioni | Stagioni | Stagioni | Anno |
| Maniago            | Gen  | Feb  | Mar  | Apr  | Mag  | Giu  | Lug  | Ago  | Set  | Ott  | Nov  | Dic  | Inv      | Pri      | Est      | Aut      | Anno |
| ------------------ | ---- | ---- | ---- | ---- | ---- | ---- | ---- | ---- | ---- | ---- | ---- | ---- | -------- | -------- | -------- | -------- | ---- |
| T. max. media (°C) | 5,6  | 7,2  | 10,6 | 15,1 | 20,0 | 23,2 | 25,7 | 25,3 | 22,2 | 17,4 | 10,6 | 6,7  | 6,5      | 15,2     | 24,7     | 16,7     | 15,8 |
| T. min. media (°C) | −2,6 | −1,7 | 1,7  | 5,8  | 9,4  | 12,9 | 14,5 | 14,1 | 11,5 | 7,7  | 3,3  | −0,7 | −1,7     | 5,6      | 13,8     | 7,5      | 6,3  |